# Theodor Kouba
Štábní kapitán Theodor Kouba (2. června 1897 Dožice – 31. říjen 1941 Kobyliská střelnice) byl československý legionář, důstojník a odbojář z období druhé světové války popravený nacisty.

## Život

### Mládí
Theodor Kouba se narodil 2. června 1897 v Dožicích na Blatensku do rodiny poštmistra a rolníka Josefa Kouby a jeho manželky Marie, roz. Soukupové. Vystudoval nižší reálné gymnázium v Českých Budějovicích a následně dva ročníky obchodní akademie v Chrudimi.

### První světová válka
Do c. a k. armády narukoval Theodor Kouba v roce 1915 a byl poslán do školy důstojníků v záloze. V prosinci téhož roku byl odvelen na italskou frontu konkrétně do jižního Tyrolska, kde působil jako velitel čety a od září 1916 jako šikovatel ve výzvědné hlídce. V listopadu 1916 padl do zajetí. Po vstupu do československých legií působil jako velitel výzvědné hlídky, zúčastnil se bojů u Monte di Val Bella. Za své zásluhy byl vyznamenán Československým válečným křížem 1914–1918 a italským Válečným záslužným křížem. Dosáhl hodnosti poručíka.

### Mezi světovými válkami
Bezprostředně po návratu do Československa se Theodor Kouba zúčastnil Maďarsko-československé války a poté dále pokračoval v armádní službě. Přidělen byl zpočátku do zpravodajského oddělení Ministerstva národní obrany, od roku 1920 pak již v hodnosti nadporučíka k hraničářskému praporu 8 v Šahách. Následovaly velitelské pozice v různých posádkách na Slovensku a Podkarpatské Rusi, kde dosáhl hodnosti štábního kapitána. V roce 1932 byl převelen k pěšímu pluku 46 do Chomutova. V období Mnichova působil jako okrskový důstojník ve Stráži obrany státu. Dne 23. září 1938 velel osvobození Vejprt po jejich obsazení sudetoněmeckým freikorpsem, po odstoupení pohraničí působil při předávání území německé armádě. V listopadu 1938 byl převelen k velitelství I. sboru v Praze.

### Druhá světová válka
Po německé okupaci v březnu 1939 působil Theodor Kouba u Československé armády do 15. června téhož roku. Poté byl přidělen na protektorátní ministerstvo školství na post vrchního tajemníka zemské školské rady. Zapojil se do protinacistického odboje v rámci Obrany národa. Za svou činnost byl zatčen gestapem dne 14. října 1941. Již 31. října byl odsouzen k trestu smrti a týž den popraven na Kobyliské střelnici.

## Posmrtná ocenění
- Škpt. Theodoru Koubovi byl v Chomutově odhalena pamětní deska v ulici nesoucí jeho jméno.[2]